# 劇闘!!花形夢一座
『劇闘!!花形夢一座』（げきとう!!はながたゆめいちざ）は夢来鳥ねむによる日本の漫画作品。

## 概要
『月刊コミックラッシュ』（ジャイブ刊）に2006年10月号を皮切りに同年12月号、翌年の2007年2月号と隔月読切掲載され、後に同年の6月号から8月号まで短期連載された作品。
夢来鳥がメンバーとなっている創作集団「ら・むうん」による、いわゆる「ら・むうん作品」だが通常ならば原作者として名を連ねるはずである同団体代表の有里紅良の名義が原作協力にとどまっており、発表に際しては『HAUNTEDじゃんくしょん』同様、夢来鳥の単独名義になっている（有里の立場が原作を執筆するまでに至らず、アドバイザーにとどまっている）。
なお「ら・むうん作品」には珍しい「超常現象・超常的存在とのカラミがめったに起こらない」「日常を描いた」作品（物語となる劇団そのものが超常的な存在ではあるが）でもある。また、劇団の概略や活動・日常風景そのものは「ら・むうん」の劇団としての活動そのものがモデル（あくまでもモデル）となっている。
単行本の発表においては別社より発刊された別作品『恋咲忍伝おもいっきりハヤテさま』（原作：有里紅良　作画：夢来鳥ねむ / 講談社刊『MiChao!』連載）の単行本と共に同時発売によるキャンペーンが行われた。
登場人物の一人が後発の「ら・むうん作品」である『なぞらえ屋』にスピンインしている。

## あらすじ
色気もあれば恋もしたい、ごくごく普通の思春期高校生・小岩真武。町を歩いていた彼の前を横切ったのは、下着姿の女性・花形伽世。
伽世に一目ぼれした真武は、彼女が所属する大衆演劇の劇団「花形夢一座」へ入座希望。誰も受けようとしないオーディションを受けて一発で次の舞台である『伊豆の踊子』の主役に抜擢される。よりにもよって当初配役されていた主演俳優が怖れをなして舞台から逃げ出してしまったためだ。
しかし、オーディションを誰も受けようとしないのも主役が逃げたのも理由があった。
花形夢一座は公演が執り行われる中、よりにもよって演目の上演最中に必ず何らかのトラブルに見舞われる呪われた劇団。そして、いかなるトラブルに見舞われようとも、トラブルすらも劇に巻き込み、客に被害を出さずトラブルにも気付かせず劇を完遂させる奇跡の劇団。その門戸をたたくのは、それこそ「虎穴に入りて親虎の尾を踏み虎の子を取り上げ、さらに土砂崩れで虎穴の入り口を塞がれる中に常駐する」暴挙にも等しい行為だったのだ。
数多く巻き起こりまくるトラブルの中、真武は果たして生きて戻れるのか。そして夢一座は舞台を完遂させる事ができるのか。さらには真武の、あまりにも報われなさ過ぎる恋の行方はどうなるのか。あらゆる危険信号を孕みまくりながら、花形夢一座、演目開演。

## 登場人物
小岩真武（こいわ まなぶ）
思い込みが激しくリアクションも過激なリビドーにあふれた普通の思春期高校生。単細胞で思い込みが激しく体力だけは人一倍。街ですれ違った下着姿の伽世に一目ぼれして劇団「花形夢一座」の門戸をたたく。
性格を看破された座長によって、いきなり主役に抜擢される。主役抜擢されただけあって度胸が座っており、黙っていればそれなりの顔だが、花形夢一座の公演におけるトラブルでは、その度胸も臨界点を超えてしまい、せっかくの顔も普段のリビドー溢れる行動によって三枚目にまで落ちてしまう。
花形伽世（はながた かよ）
花形夢一座の看板女優にして座長の孫娘。真武あこがれの女性。
心優しいが、細かいことは気にせず、真武の好意にも気付くことができない天然体質。その天然ぶりは着替えの最中に用事を思い出して、下着姿のまま外に出てしまうほど。
真武による必死のアプローチも持ち前の天然気質でするりとかわす。
花形 光剣（はながた みつる）
花形夢一座の看板女優。女優とは言うが実は男性、すなわち女形である。男性から女性まで、あらゆる役をこなす花形夢一座の誇る究極の役者であり真武の指導係。その演技は「戸籍謄本以外に性別を証明できるものがない」と自称し評されるほどで、時折自分の性別を確かめるために役所通いをしている。普段からオネエ言葉を用い、しなを作って女性らしく行動するが普段の顔と姿は男であるため、どうみてもニューハーフにしか見えない。さらには真武がお気に入りとなっており彼に情熱的な（気持ち悪い）アプローチを開始する。
高校時代は「キス部」なる怪しい部活に取り組み、誰よりも華麗かつ美しく官能的な接吻ができるよう「接吻道」なるものを極めんとしていたらしい。男キス部しか存在せず、練習は男同士で何度も励んでいたという。
座長祖父孫と同じ花形姓であるが、二人との関わりは（そもそも血縁であるのかすら）作内では明かされていない。
同作者作品である『なぞらえ屋』にスピンインしている。同作における役割に関してはそちらのページを参照。ただし『なぞらえ屋』スピンオフ舞台『嗚呼青春の接吻道』におけるキス部設定は本作の設定が定本になっている。
水沢由芽（みずさわ ゆめ）
真武の高校の後輩で演劇部に所属しているメガネをかけた少女。花形夢一座の舞台に感動し真武の後を追って一座の門戸を叩く。純粋に以前から夢一座のファンであったと語る。
童顔でユニセックスな印象を持つため、夢一座では児童や少年役を割り振られる事が多い。高校が同じ真武とは、いわゆる漫才コンビのような仲となる。
花形演次郎（はながた えんじろう）
花形夢一座を率いる座長。伽世の祖父。ひと癖もふた癖もある役者たちを束ねる威厳ある老人。非常に小柄で神出鬼没。
座長として「演じる」事に命をかけ、たとえオフでもその精神は変わらず、トラブルの真っ最中でも条件が整えば演劇を開始させる。
裏方さん
夢一座で「その他大勢＝モブ役」を担当する人たち。同時に舞台装置の操作や公演中に起こるトラブルの対処を担当する。裏方とは言うが、その実は夢一座熟練の役者さんたちであり、夢一座の一員として数多くの修羅場をくぐってきた猛者。その腕は折り紙つきで専門外であるにもかかわらず舞台中に本当に出現した幽霊を成仏に導いたり、たった一時間で放火にて全焼した劇場を完全再現したりと、忍者もかくやという超人的な働きを行う。全員がスパイばりの鋭いサングラスをかけており、特に衣装の指定のない場合、現代劇では黒服を、時代劇では忍者の格好をしている（いわゆる黒子服は用いない）。
舞台監督
裏方さんたちを束ねる舞台監督。実は本業は喫茶店のマスター。普段は注意力散漫かつ気弱であり、料理は必ず焦がし、コーヒーやお冷は必ずぶちまけ、強盗が来たならばすかさず金を用意して手渡すというヘタレぶりを披露する。しかし、いったん演次郎に「舞台の幕が上がる」事を告げられると条件反射でサングラスを取り出し舞台監督としての能力を発揮する。

## 取り扱った演目
- 伊豆の踊子
- 白雪姫
- 八百屋お七
- 牡丹灯篭
- 桃太郎
- 源氏物語

## 書籍情報・出典
- 劇闘!!花形夢一座（全1巻） ISBN 978-4-86176-416-5